# Heikki Hasu
Heikki Hasu (n. 21 martie 1926, Sippola⁠(d), Viipuri Province⁠(d), Finlanda – d. 5 aprilie 2025) a fost un schior care a reprezentat Finlanda, medaliat olimpic, și ulterior membru al Parlamentului Finlandei în legislaturile 1962–1966 și 1967–1970. A participat la două ediții ale Jocurilor Olimpice (1948 și 1952), la care a câștigat două medalii de aur și o medalie de argint.